# Karim Hendawy
Karim Mustafa Hassan Hendawy (international meist Karim Hendawy, arabisch كريم مصطفى حسن هنداوي, DMG Karīm Muṣṭafā Ḥasan Hindāwī, * 1. Mai 1988 in Kairo) ist ein ägyptischer Handballspieler. Der 1,88 m große Torwart spielt seit 2023 für den saudi-arabischen Erstligisten al-Safa Sports Club und steht zudem im Aufgebot der ägyptischen Nationalmannschaft.

## Karriere

### Verein
Karim Hendawy spielte zunächst in seiner Heimat für Al Ahly SC und Zamalek SC, mit denen er sechs ägyptische Meisterschaften, zweimal die afrikanische Champions League sowie dreimal den afrikanischen Pokal der Pokalsieger gewinnen konnte. 2017 wechselte er zum türkischen Verein Beşiktaş Istanbul, mit dem er 2018 und 2019 das Triple aus Meisterschaft, Pokal und Supercup gewann. Ab der Saison 2019/20 stand er beim rumänischen Klub HC Dobrogea Sud Constanța im Tor. Im Februar 2021 nahm ihn der nordmazedonische Verein RK Eurofarm Pelister unter Vertrag, mit dem er an der EHF European League 2020/21 teilnahm. Im Sommer 2021 kehrte Hendawy zu Zamalek zurück. Für den IHF Super Globe 2022 wurde er vom Khaleej HC aus Saudi-Arabien ausgeliehen. 2023 wechselte er zum al-Safa Sports Club nach Saudi-Arabien.

### Nationalmannschaft
Seit seinem Debüt in der ägyptischen Nationalmannschaft im Jahr 2011 bestritt Karim Hendawy bisher über 188 Länderspiele, in denen er zwei Tore erzielte. Mit Ägypten gewann er die Mittelmeerspiele 2013 sowie die Afrikameisterschaften 2016, 2020 und 2022. Er stand im Aufgebot für die Weltmeisterschaften 2011, 2013, 2015, 2017, 2019 und 2021. Zudem nahm er an den Olympischen Spielen in Rio de Janeiro und den Olympischen Spielen in Tokio teil. Bei der Weltmeisterschaft 2025 kam er in sieben Spielen zum Einsatz und belegte mit dem Team den 5. Platz.

### Erfolge
- mit dem Al Ahly SC
  - Ägyptischer Meister: 2006, 2008, 2014 und 2015
  - Ägyptischer Pokalsieger: 2009 und 2014
  - Afrikanische Champions League: Finalist 2014
  - Afrikanischer Pokal der Pokalsieger: Finalist 2014 und 2015
  - IHF Super Globe: Finalist 2007

- mit dem Zamalek SC
  - Ägyptischer Meister: 2010, 2016 und 2022
  - Ägyptischer Pokalsieger: 2016
  - Afrikanische Champions League: 2011 und 2017
  - Afrikanischer Pokal der Pokalsieger: 2010, 2011, 2016, 2022 und 2023
  - Afrikanischer Supercupsieger: 2010, 2011, 2012 und 2021
  - IHF Super Globe: 3. Platz 2010

- mit Beşiktaş Istanbul
  - Türkischer Meister: 2018 und 2019
  - Türkischer Pokalsieger: 2018 und 2019
  - Türkischer Supercupsieger: 2018 und 2019

- mit der Nationalmannschaft
  - Weltmeisterschaft: 5. Platz 2025
  - Afrikameisterschaft: Gold 2016, 2020 und 2022, Silber 2018
  - Olympische Spiele: 4. Platz 2020
  - Mittelmeerspiele: Gold 2013, Silber 2022